# Debaryomyces nepalensis
Debaryomyces nepalensis är en svampart som beskrevs av Goto & Sugiy. 1968. Debaryomyces nepalensis ingår i släktet Debaryomyces, ordningen Saccharomycetales, klassen Saccharomycetes, divisionen sporsäcksvampar och riket svampar.   Inga underarter finns listade i Catalogue of Life.